# Bregu i Diellit
 (décembre 2017).
Si vous disposez d'ouvrages ou d'articles de référence ou si vous connaissez des sites web de qualité traitant du thème abordé ici, merci de compléter l'article en donnant les références utiles à sa vérifiabilité et en les liant à la section « Notes et références ».
 (décembre 2017).
Bregu i Diellit (« Colline ensoleillée » ; serbe : Sunčani breg) est un district de Pristina, la capitale du Kosovo.

## Écoles
- Shf. Iliria à Bregu i Diellit 2
- Shf. Ismail Qemaili à Kodra e Diellit